# وایومینگ (ویرجینیای غربی)
وایومینگ (به انگلیسی: Wyoming) یک منطقهٔ مسکونی در ایالات متحده آمریکا است که در شهرستان وایومینگ، ویرجینیای غربی واقع شده‌است.